# Moritz Schreber

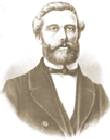
Moritz Schreber

Daniel Gottlob Moritz Schreber, född 15 oktober 1808 i Leipzig i Tyskland, död 10 november 1861 i Leipzig, var en tysk läkare och pedagog. 
Schreber var bland annat föreläsare vid universitetet i Leipzig. Han gav namn åt de så kallade Schrebergärten vilka utbrett sig över hela Tyskland och gäller som förebild för koloniträdgårdar i Sverige.
Schreber var en i sin tid framstående och aktad ortopedläkare i Leipzig. Han var framför allt en ledande förespråkare för folkhälsa och den sjukgymnastiska redskapsgymnastik som han kallade kammargymnastik. Han utvecklade ett antal fysiska gymnastiska övningar, redskap och anordningar som skulle befrämja "god kroppshållning", musklernas utveckling, motverka förslitningsskador med mera. Sina pedagogiska uppfostringsprinciper praktiserade Schreber inom den egna familjen. Hos sina egna barn inpräntade han med tortyrmässiga både psykiska och fysiska metoder rigida lydnads-, förhållnings- och moralregler. 
Han producerade ett flertal skrifter och böcker vilka översattes till bland annat engelska och franska.
Han var far till senatspresidenten Daniel Paul Schreber och en onkel var naturvetenskapsmannen Johann Christian Daniel von Schreber. 